# Anita Eisner
Anita Eisner (* 25. Juli 1900 in Berlin; † 12. April 1950 ebenda) war eine deutsche Juristin.

## Leben
Anita Eisner war mit dem 1919 ermordeten Kurt Eisner verwandt. Sie wurde als Tochter der Olga Eisner, geb. Levin (1893–1943), geboren. Da ihr Vater, der Kaufmann Wilhelm Eisner (* 1864), früh starb, war die Finanzierung ihres Studiums schwierig und so studierte sie von 1919 bis 1923 Rechtswissenschaften in Berlin. 1927 schloss sie das zweite Staatsexamen ab und war ab dann als Rechtsanwältin mit der Zulassung an den drei Berliner Landgerichten tätig. Ab Anfang April 1933 war ihr, weil sie Jüdin war, durch das Berufsverbot die Ausübung ihres Berufes verboten. Nach der Ablehnung ihres Antrags auf Zulassung konnte sie nicht mehr als Rechtsanwältin arbeiten. Für die nächsten 10 Jahre war sie als Verwalterin von jüdischem Eigentum tätig und erhielt deswegen zahlreiche Vorladungen, welche aber glücklicherweise nicht zu ihrer Verhaftung führten. 1936 wohnte sie in der Lützowstraße 69 in Berlin. Im März 1943 tauchte sie, nachdem ihre Mutter und Schwester deportiert worden waren, unter und versteckte sich nachts in der Wohnung des Ehepaars Bussian. Später kam sie nach Dresden. Im Untergrund versteckt, überstand sie den Zweiten Weltkrieg.
Unter der Adresse Lützowstraße 69 war Eisner ab 1947 wieder als Rechtsanwältin tätig, nachdem sie durch die Alliierten 1945 die Zulassung als Rechtsanwältin wiedererhalten hatte und 1947 auch als Notarin zugelassen wurde. Eisner starb am 12. April 1950 in der Charité in Berlin-Mitte. Als Todesursache wurde "Cirrhosis hepatis, Kreislaufschwäche" angegeben. Sie wurde auf dem Friedhof Weißensee in Berlin begraben.

## Werk
- Streik und Einzelarbeitsvertrag. In: Koalitionen und Koalitionskampfmittel. Springer-Verlag, Berlin 1925, S. 108 ff.